# Stor-Stenträsket (Råneå socken, Norrbotten, 734265-179850)
Stor-Stenträsket är en sjö i Luleå kommun i Norrbotten och ingår i Vitåns huvudavrinningsområde. Sjön har en area på 0,0778 kvadratkilometer och ligger 135 meter över havet.

## Delavrinningsområde
Stor-Stenträsket ingår i det delavrinningsområde (733210-180386) som SMHI kallar för Mynnar i Vitåfjärden. Medelhöjden är 96 meter över havet och ytan är 63,46 kvadratkilometer. Det finns inga avrinningsområden uppströms utan avrinningsområdet är högsta punkten. Lillån som avvattnar avrinningsområdet har biflödesordning 2, vilket innebär att vattnet flödar genom totalt 2 vattendrag innan det når havet efter 12 kilometer. Avrinningsområdet består mestadels av skog (75 procent) och sankmarker (12 procent). Avrinningsområdet har 0,2 kvadratkilometer vattenytor vilket ger det en sjöprocent på 0,3 procent.